# Hillman Hawk
La Hawk è un'autovettura di lusso prodotta dalla Hillman dal 1936 al 1937.

## Contesto
Aveva installato un motore a sei cilindri in linea da 3.181 cm³ di cilindrata. Le valvole erano laterali, mentre la trazione era posteriore. La Hawk era disponibile con un solo tipo di carrozzeria, berlina quattro porte. Il modello raggiungeva una velocità massima di 123 km/h.